# Рене Фай
Рене Фай (фр. René Faye, 20 грудня 1923 — 8 січня 1994) — французький велогонщик.
Бронзовий призер Олімпійських Ігор 1948 року на тандемах.